# 吳毓英
吴毓英（1783年—？），原名王毓吴，字鞠人，号式似，江苏吴县人。清嘉庆十六年（1811年）辛未科一甲第二名进士（榜眼）。授翰林院编修，後改刑部主事，曾任山西乡试主考，官至员外郎。